# 普萊森特鎮區 (巴特勒縣)
普萊森特鎮區（英語：Pleasant Township）為位在美國堪薩斯州巴特勒縣的鎮區。2010年美国人口普查中該鎮區人口有5,122人。

## 歷史
普萊森特鎮區於1873年設立。

## 地理
普萊森特鎮區涵蓋面積93.49平方（36.10平方英里），境內擁有一座城鎮：罗斯希尔。

### 墓園
根據美國地質調查局的資料，此鎮區擁有2座墓園：
- 鄧拉普墓園（Dunlap Cemetery）
- 羅斯希爾墓園（Rose Hill Cemetery）

### 機場
- Flying H Ranch機場
- 格雷厄姆機場（Graham Airport）
- 特拉伯機場（Trabue Airport）

## 人口統計
根據2010年美國人口普查，普萊森特鎮區人口有5,122人，人口密度為54.84人/平方公里。種族方面，95.06%為白人；0.51%為非裔美洲人；0.49%為美洲原住民；0.86%為亞洲人；0%為太平洋島民；0.94%為其他種族；另外有2.15%為兩個或以上的種族。而西班牙裔美國人或拉丁美洲人佔該鎮區人口的3.3%。

## 外部連結
- City-Data.com （页面存档备份，存于）